# Emily Baldoni
Emily Baldoni, alla nascita Emily Fuxler (Uppsala, 3 agosto 1984), è un'attrice svedese.

## Vita privata
Nel 2013 si è sposata con l'attore e regista Justin Baldoni, da cui ha preso il cognome. La coppia ha una figlia, Maiya Grace, nata il 27 giugno 2015 e un figlio, Maxwell, nato il 18 ottobre 2017.

## Filmografia

### Cinema
- The Elephant's Room – cortometraggio, regia di Chris Wallace (2005)
- Killer Pad, regia di Robert Englund (2008)
- Grizzly Park, regia di Tom Skull (2008)
- La rivolta delle ex (Ghosts of Girlfriends Past), regia di Mark Waters (2009)
- 16 to Life, regia di Becky Smith (2009)
- The Lost Tribe, regia di Roel Reiné (2010)
- Identical, regia di Daniel Bollag (2011)
- Luna nascosta (Hidden Moon), regia di José Pepe Bojórquez (2012)
- Automotive, regia di Tom Glynn (2012)
- Coherence - Oltre lo spazio tempo (Coherence), regia di James Ward Byrkit (2013)
- Criticsized, regia di Carl T. Evans (2016)
- Snapshots, regia di Melanie Mayron (2018)
- A un metro da te (Five Feet Apart), regia di Justin Baldoni (2019)

### Televisione
- CSI: NY – serie TV, episodio 4x09 (2007)
- Burn Notice - Duro a morire (Burn Notice) – serie TV, episodio 2x04 (2008)
- How I Met Your Mother – serie TV, episodio 4x04 (2008)
- Crash – serie TV, episodio 1x01 (2008)
- NCIS - Unità anticrimine (NCIS) – serie TV, episodio 6x16 (2009)
- CSI: Miami – serie TV, episodio 7x20 (2009)
- Senza traccia (Without a Trace) – serie TV, episodio 7x18 (2009)
- Bones – serie TV, episodio 5x02 (2009)
- CSI - Scena del crimine (CSI: Crime Scene Investigation) – serie TV, episodi 10x04-10x06 (2009)
- Deadly Honeymoon – film TV, regia di Paul Shapiro (2010)
- La spada della verità – serie TV, episodi 2x13-2x14-2x22 (2010)
- Three Rivers – serie TV, episodio 1x12 (2010)
- The Mentalist – serie TV, episodio 3x02 (2010)
- Human Target – serie TV, episodio 2x13 (2011)
- Chaos – serie TV, episodio 1x03 (2011)
- Rizzoli & Isles – serie TV, episodio 2x07 (2011)
- Le regole dell'amore (Rules of Engagement) – serie TV, episodio 6x09 (2012)
- Men at Work – serie TV, episodio 1x01 (2012)
- Mad Men – serie TV, episodio 5x13 (2012)
- Left to Die – film TV, regia di Leon Ichaso (2013)
- The Glades – serie TV, episodio 4x07 (2013)
- Castle – serie TV, episodio 6x03 (2013)
- Mob City – serie TV, episodio 1x04 (2013)
- Agents of S.H.I.E.L.D. – serie TV, episodio 1x13 (2014)
- NCIS: Los Angeles – serie TV, episodio 5x21 (2014)
- Major Crimes – serie TV, episodio 3x01 (2014)
- Reckless – serie TV, 4 episodi (2014)

## Teatrografia
- Macbeth, di William Shakespeare (1999)
- Café Surprise (2000)
- The Family Lynn (2001)
- Easter Wedding Malin (2002)
- Yerma (2003)
- Blood Wedding (2003)
- The House of Bernarda Alba (2003)

## Doppiatrici italiane
Nelle versioni in italiano delle opere in cui ha recitato, Emily Baldoni è stata doppiata da:
- Francesca Manicone ne La spada della verità, Castle
- Gilberta Crispino in CSI: NY
- Emanuela D'Amico in Burn Notice - Duro a morire
- Micaela Incitti in NCIS - Unità anticrimine
- Claudia Scarpa in 16 to Life
- Michela Alborghetti in CSI: Miami
- Elena Morara in CSI - Scena del crimine
- Rachele Paolelli in The Mentalist
- Chiara Gioncardi in Mad Men
- Stella Musy in Major Crimes
- Elena Perino in A un metro da te